# Trier Hauptbahnhof
Der Trierer Hauptbahnhof ist ein Durchgangsbahnhof, der ungefähr 500 Meter östlich der Trierer Innenstadt und der Porta Nigra liegt.
Die täglich knapp 200 Züge erreichen Trier aus Richtung:
- Köln–Gerolstein über die Eifelstrecke (KBS 474[1])
- Koblenz–Wittlich über die Moselstrecke (KBS 690[2])
- Saarbrücken über die Saarstrecke (KBS 685[3]) sowie
- Perl über die Obermoselstrecke (KBS 692[4]) und
- Luxemburg über die Mosel-Syretal-Strecke (KBS 693[5]), die beide ab Konz-Karthaus die Saarstrecke mitbenutzen.

## Geschichte
Der Bahnhof wurde 1878 mit dem Bau der Moselstrecke im Zuge der Kanonenbahn Berlin–Metz eröffnet. Er erhielt zunächst den Namen „Trier rechts der Mosel“. Trier hatte seit der Eröffnung der Saarstrecke 1860 bereits einen Bahnhof am linken Moselufer, den späteren Bahnhof Trier West, der 1871 über die Eifelstrecke auch mit Köln verbunden wurde. Dieser Bahnhof wurde in „Trier links der Mosel“ umbenannt. Wegen der günstigen Lage zum Stadtzentrum wurde der spätere Hauptbahnhof aber bald zum wichtigsten Bahnhof der Stadt und erhielt 1903 seinen heutigen Namen.

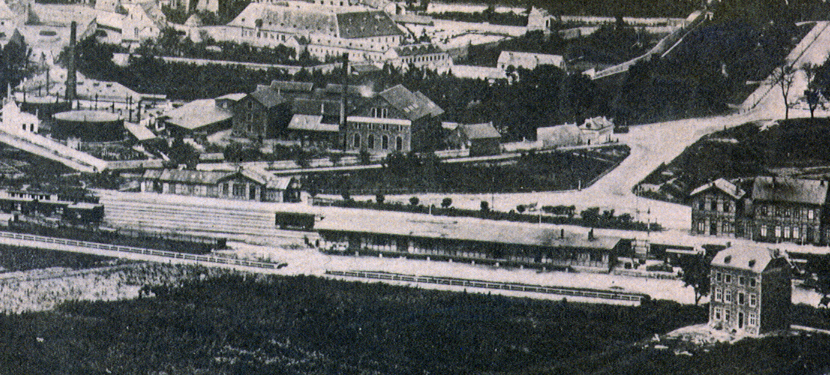
Der Bahnhof mit erstem Empfangsgebäude (um 1880)
Das zweite Empfangsgebäude (um 1900)

Das erste Bahnhofsgebäude von 1877 war ein Provisorium, das in technischem Fachwerk erbaut wurde. 1883 begann der Bau eines neuen, größeren Gebäudes im Stil des Historismus aus lothringischem Sandstein, dessen Südflügel am 8. Juni 1885 eingeweiht wurde. Danach wurde das ursprüngliche Gebäude abgerissen. 1886 wurde auch der Nordflügel fertiggestellt. Anlässlich der Heilig-Rock-Wallfahrt 1933 wurde der Hauptbahnhof umgebaut, wie es seit mehreren Jahren geplant war. Zu den bleibenden Veränderungen zählten Umbauten im Inneren des Empfangsgebäudes, die Installation einer Glasfront mit einer großformatigen Uhr am Haupteingang sowie die Errichtung zweier Terrassen längs der stadtseitigen Außenfront des Gebäudes. Das Empfangsgebäude wurde im Zweiten Weltkrieg durch einen Bombenangriff am 20. September 1944 zerstört.

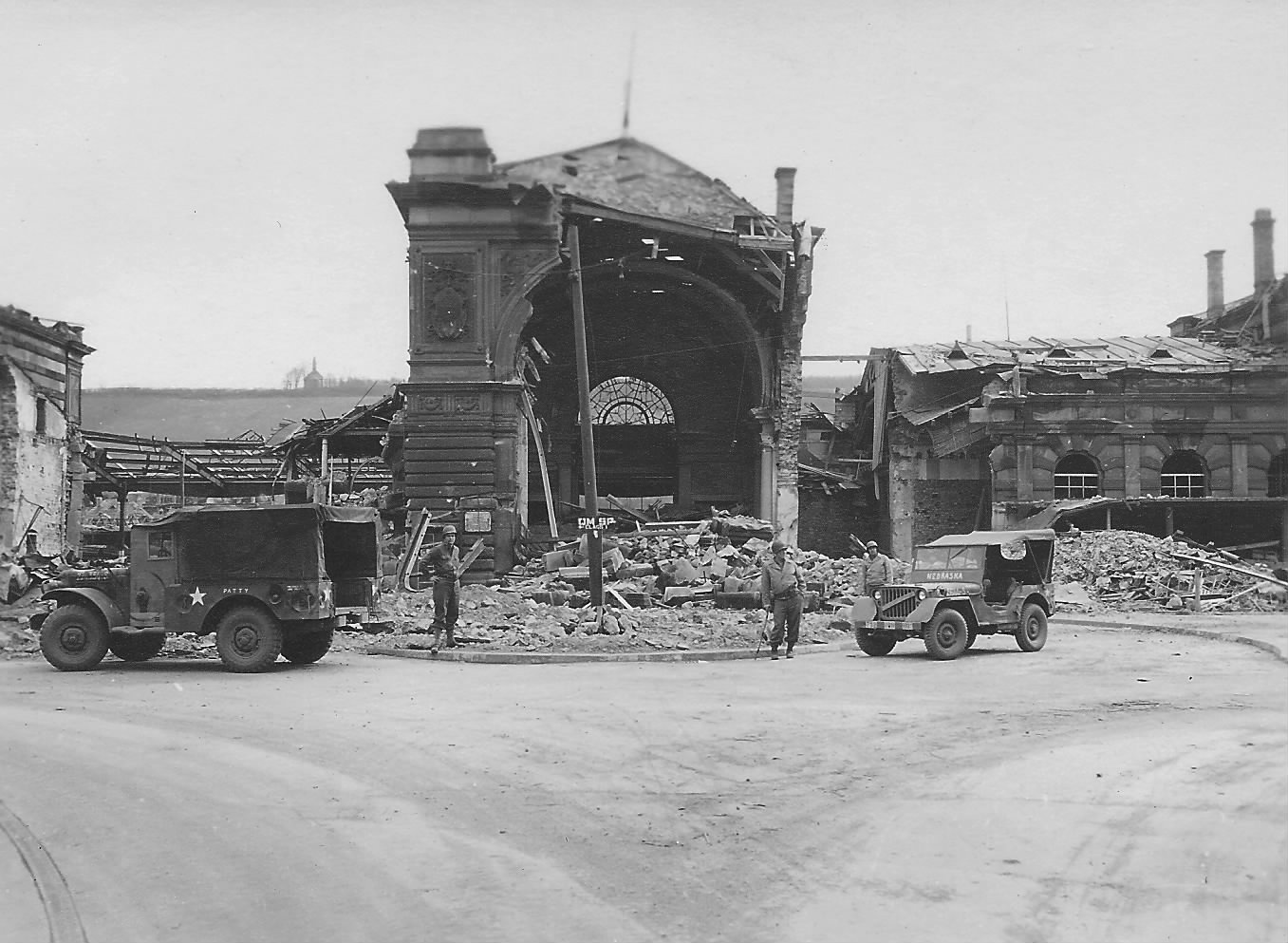
Der zerstörte Hauptbahnhof im März 1945

Nach dem Ende des Krieges wurde der Personenverkehr am 25. Juli 1945 wieder aufgenommen, zunächst wurde nur die Strecke Karthaus–Waldrach über Ruwer befahren. Vor dem zerstörten Trierer Hauptbahnhof war eine provisorische Baracke errichtet worden, die acht Jahre existierte, ehe 1950 bis 1953 ein Neubau des Architekten Thomas Hoffmann entstand.

## Heutiges Empfangsgebäude

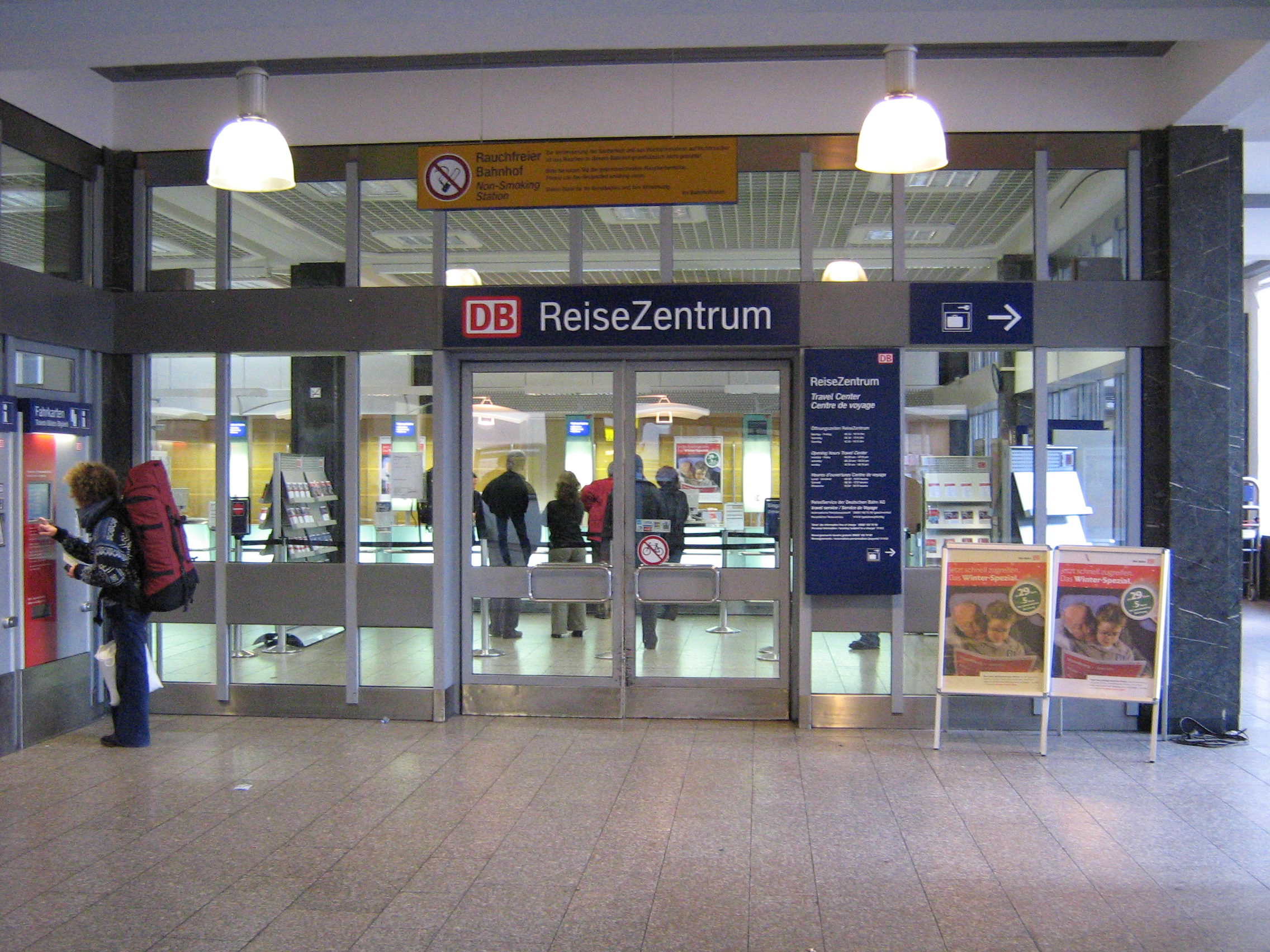
DB-Reisezentrum Trier Hbf

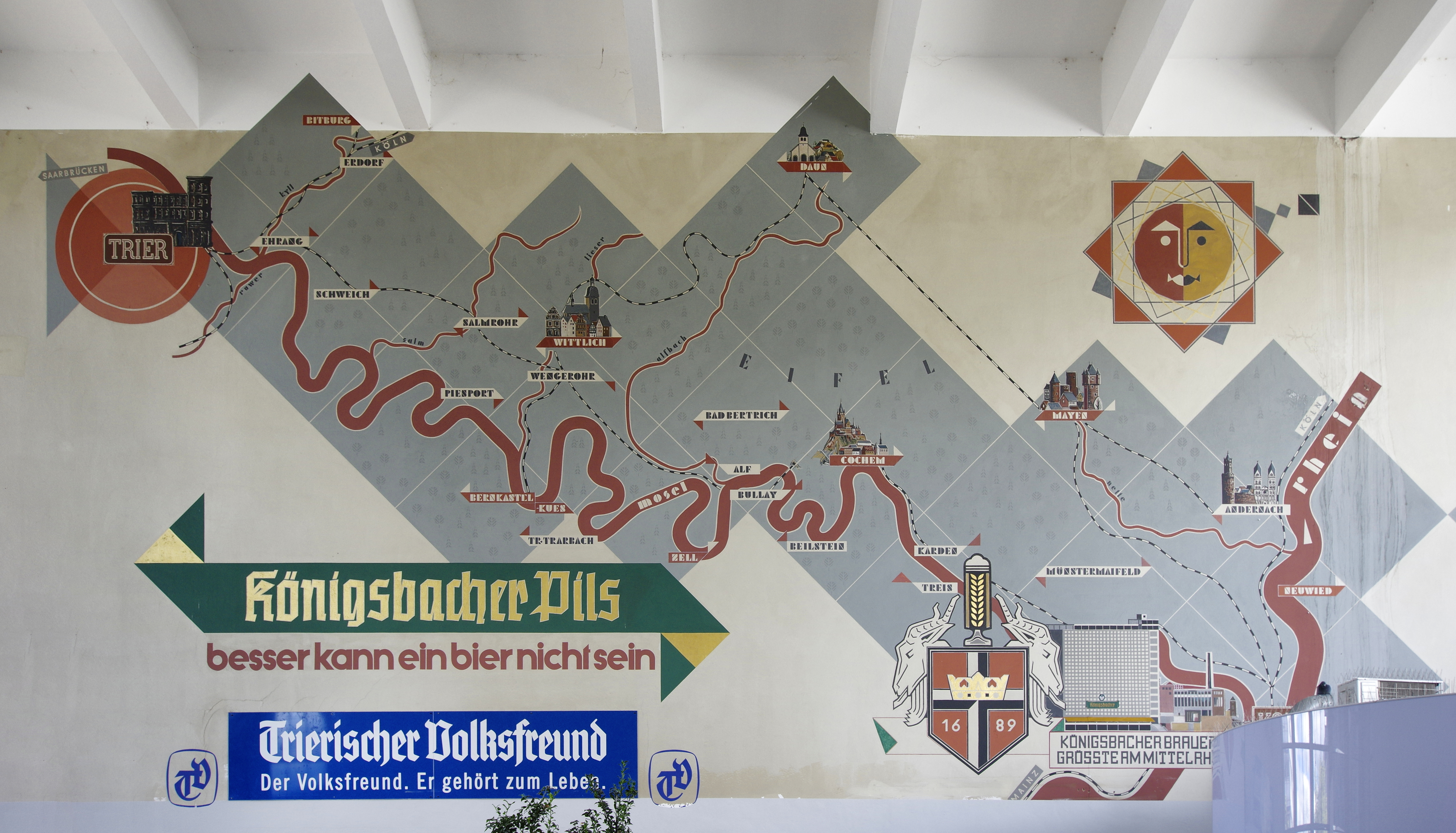
Wandgemälde in der Eingangshalle

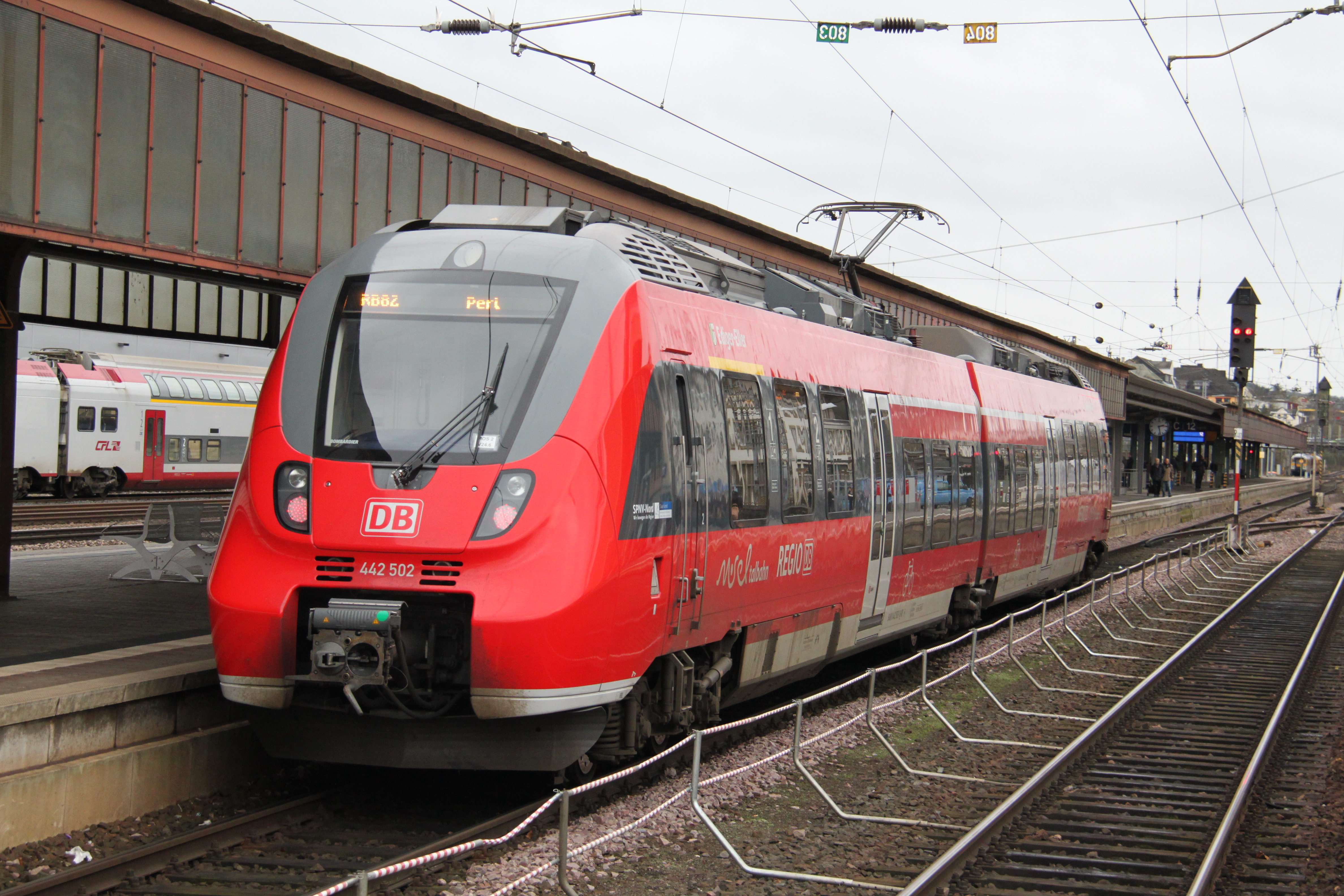
Zug am Bahnsteig 12/13

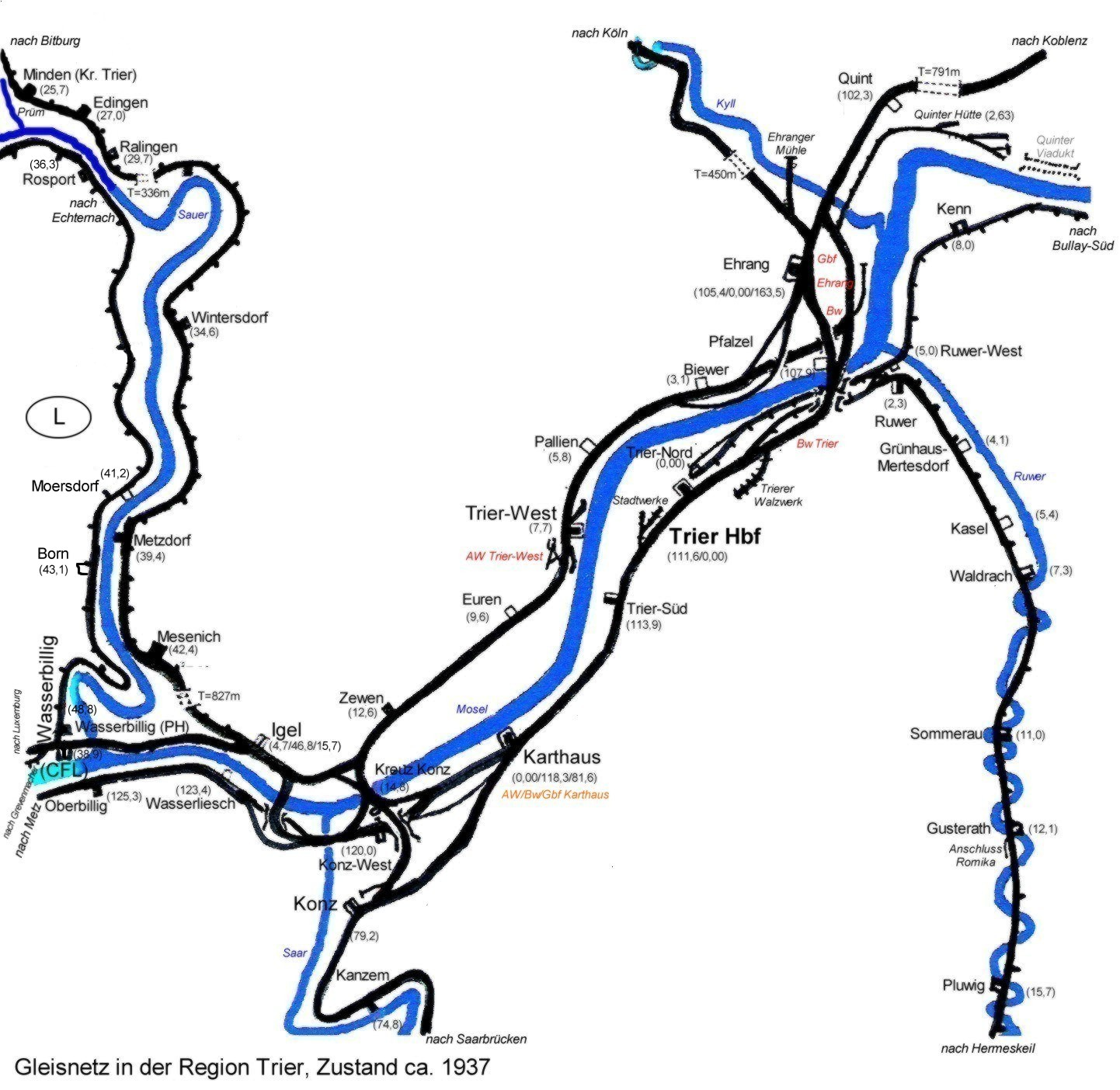
Eisenbahnnetz Raum Trier 1937

Im Jahre 2005 wurden umfangreiche Renovierungsarbeiten im Bahnhofsbereich begonnen, um ihn an den Standard anderer ICE-Bahnhöfe anzupassen. So wurden blindengerechte Noppenpflastersteine an den Rand der Bahnsteige gelegt, um die Bahnsteigkante zu markieren, das Bahnhofsgebäude wurde renoviert und umgebaut, Einzelhandel und die Gastronomie reorganisiert. Außerdem wurden Aufzüge eingebaut, um den barrierefreien Zugang der Bahnsteige zu verbessern.
Ende 2010 wurde festgestellt, dass einzelne Fassadenplatten am Eingangsportal des Empfangsgebäudes einsturzgefährdet sind, woraufhin dieser Teil des Gebäudes als Sicherungsmaßnahme eingerüstet wurde. 2014 wurde mit der Neueindeckung des Daches und Ausbesserungen an der Fassade begonnen. Außerdem wurde die Bahnsteigüberdachung an den Gleisen 10 und 11 Nord abgerissen. Sie sollte nur an Gleis 11 teilweise wieder aufgebaut werden und an Gleis 10 Nord stattdessen zwei Wetterschutzhäuschen errichtet werden. Das Gerüst am Eingangsportal konnte im Winter 2015/16 wieder entfernt werden.
2023 wurden Pläne der Deutschen Bahn bekannt, demnach eine Sanierung des Bahnhofs im Rahmen des Klimaschutzpakets (KSP) der Bundesregierung geplant sei. Die dazugehörige Ausschreibung wurde im Sommer 2024 veröffentlicht und umfasst u. a. eine Neugestaltung der Wartebereiche, die grundlegende Sanierung der Haupthalle, Maßnahmen zur Verbesserung der Barrierefreiheit, die Erneuerung des Bahnhofsdachs sowie die Neugestaltung der Mietflächen im Südflügel des Gebäudes.

## Infrastruktur
Der Bahnhof besitzt fünf Bahnsteiggleise und vier Gütergleise. Die Gleise 10 Nord und 10 Süd sind Kopfgleise, die restlichen Bahnsteiggleise sind Durchgangsgleise. Der Bahnsteig an Gleis 11 hat eine Länge von 437 Metern und eine Höhe von 76 Zentimetern, der Mittelbahnsteig an den Gleisen 12 und 13 ist 380 Meter lang und ebenfalls 76 Zentimeter hoch. Die Gleise 12 und 13 sind über einen Fußgängertunnel erreichbar. Ein barrierefreier Zugang ist zu allen Bahnsteigen möglich.

## Personenverkehr

### Fernverkehr

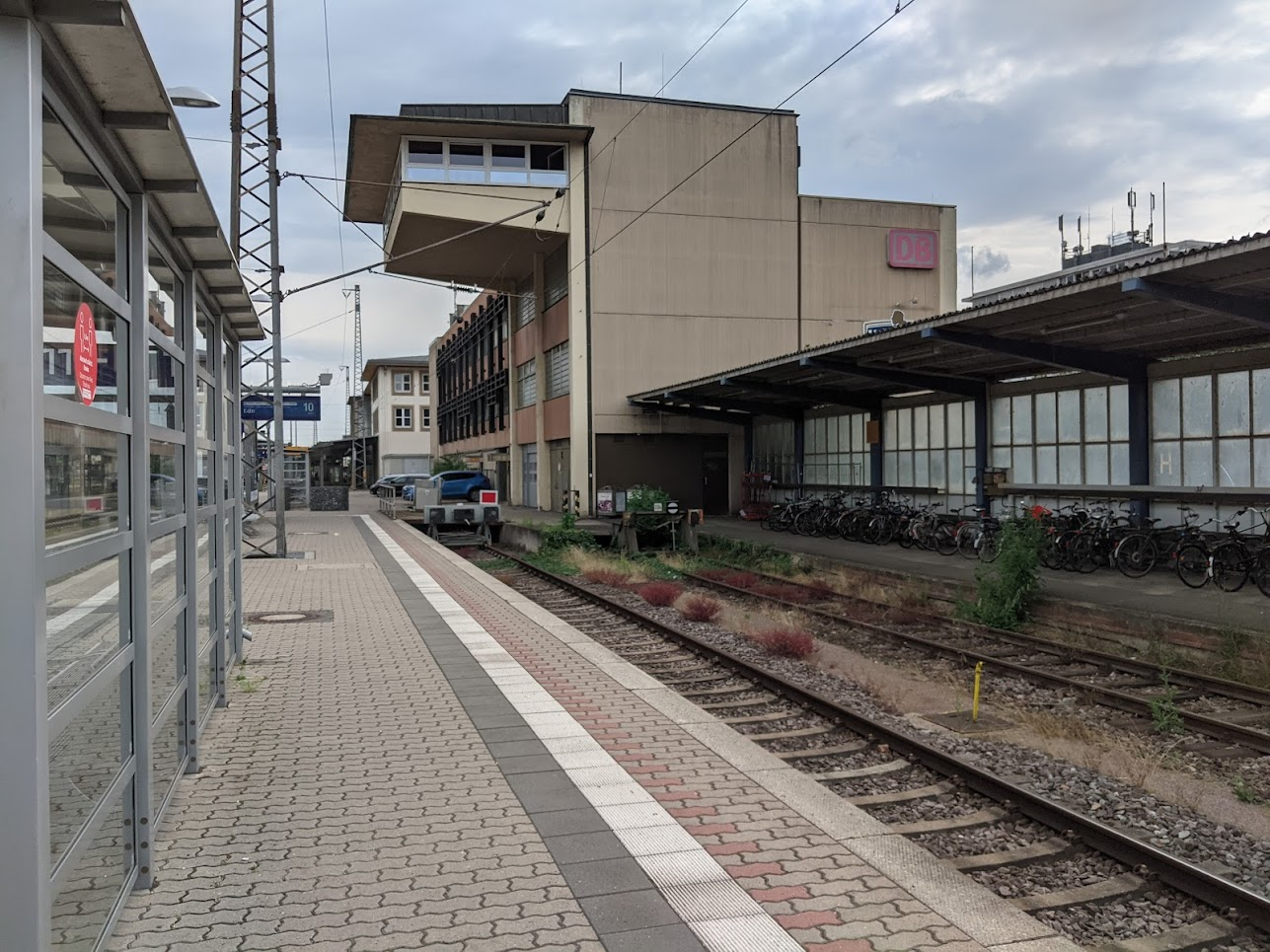
Blick zum Stellwerk

Von 2005 bis Dezember 2011 gab es eine Intercity-Express-Verbindung in Tagesrandlage von und nach Berlin. Der Zug startete morgens in Trier, der Gegenzug kehrte in den Abendstunden zurück. Im Volksmund war er als Kasterexpress bekannt, dies bezog sich auf Bernhard Kaster, den örtlichen Bundestagsabgeordneten.
Ferner verkehrten bis 2002 Interregio der Linie 11 (teilweise aus Saarbrücken) und nach dessen Einstellung bis 2014 zwei Intercity-Zugpaare der Linie 35 morgens über die Moselstrecke in Richtung Koblenz und weiter nach Emden/Norddeich Mole, in Gegenrichtung am späten Nachmittag über die Mosel-Syretal-Strecke nach Luxemburg. Nachdem diese beiden Zugpaare nicht über Koblenz hinaus verkehrten, gab es in Trier keinen Schienenpersonenfernverkehr mehr.
Die Deutsche Bahn hielt im Jahr 2015 aus fahrplantechnischen Gründen eine erneute Anbindung an den Fernverkehr nicht vor 2030 für möglich. Seit dem 10. Dezember 2017 betreibt die luxemburgische CFL eine tägliche Verbindung von Luxemburg über Trier und Koblenz nach Düsseldorf. Von Trier bis Koblenz verkehrt der Zug als Regional-Express der Linie RE 11. Zwischen Koblenz und Düsseldorf handelt es sich tariflich um einen Intercity der Linie 37.
Ab dem Fahrplanwechsel 2025 sollte es zwei zusätzliche Direktverbindungen von Luxemburg nach Düsseldorf geben, mit weniger Zwischenstopps als bisher. Somit sollte die Fahrzeit zwischen Trier und Köln auf unter 2 Stunden 20 Minuten gesenkt werden. Eingesetzt werden weiterhin die Stadler Kiss der CFL.
Doch durch die finanzielle Lage des SPNV-Nords sowie Rheinland-Pfalz Luxemburg und DB Regio wie DB Fernverkehr wurde am 4. Mai 2025 bekannt gegeben, dass die 2 Zugpaare sowie auch das bestehende Zugpaar des IC37 eingestellt werden.
Damit wird die Region und der Hauptbahnhof Trier weiterhin vom Fernverkehr komplett abgeschnitten sein.
| Linie | Strecke | Takt                                      | Betreiber |
| ----- | --- | ----------------------------------------- | --------- |
| IC37  | Düsseldorf – Köln – Bonn – Remagen – Andernach – Koblenz – Cochem – Bullay (DB) – Wittlich – Trier Hbf – Wasserbillig – Luxemburg (Der Zug verkehrt zwischen Luxemburg und Koblenz als RE. Ab Dezember 2025 nur noch Halt in Düsseldorf Hbf, Köln Hbf, Bonn Hbf, Koblenz Hbf, Wittlich Hbf, Trier Hbf und Luxemburg.) | 1 Zugpaar (ab Dezember 2025: Einstellung) | CFL       |

### Regionalverkehr

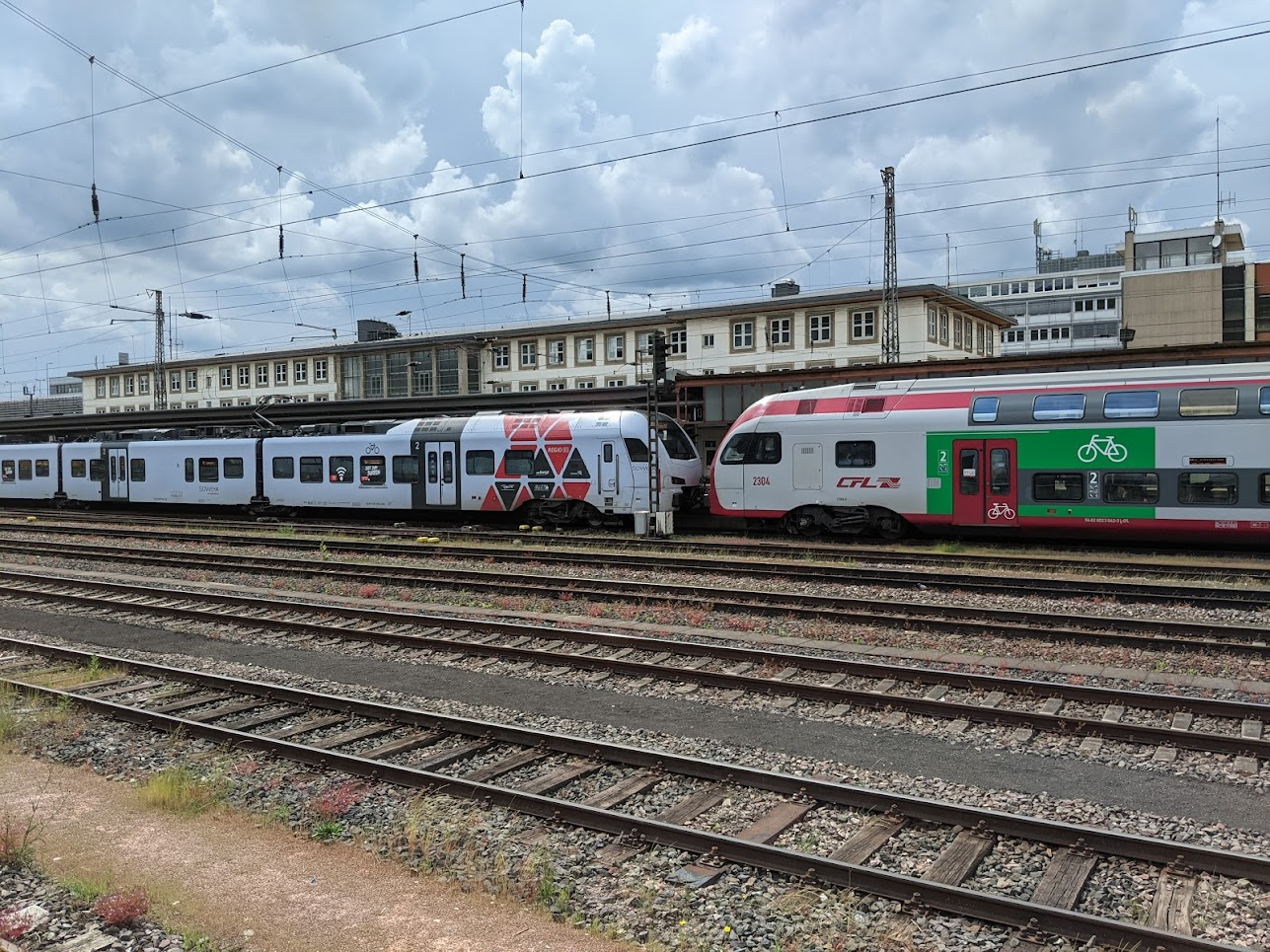
Blick von DHL-Paketzentrum auf Gleis 12/13 und Empfangsgebäude

Im Schienenpersonennahverkehr bedienen die Züge des Regional-Express (RE) und der Regionalbahn (RB) die Städte im Umkreis von etwa 200 Kilometern Richtung Koblenz/Köln, Saarbrücken/Mannheim und Luxemburg/Metz. Der Trierer Hauptbahnhof ist einer der großen Regionalbahnknoten in Rheinland-Pfalz.
| Linie            | Verlauf | Takt                                                                            | Betreiber      |
| ---------------- | --- | ------------------------------------------------------------------------------- | -------------- |
| RE 1             | Südwest-Express: Koblenz – Cochem – Bullay – Wittlich – Schweich – Trier Hbf – Merzig – Saarlouis – Völklingen – Saarbrücken – Homburg – Kaiserslautern – Neustadt (Weinstr) – Mannheim Die Züge der Linien RE 1 und RE 11 verkehren zwischen Koblenz und Trier vereinigt und werden in Trier geflügelt. | 60 min                                                                          | DB Regio Mitte |
| RE 11            | De-Lux-Express: Koblenz – Cochem – Bullay – Wittlich – Schweich – Trier Hbf – Wasserbillig – Sandweiler-Contern – Luxemburg Die Züge der Linien RE 1 und RE 11 verkehren zwischen Koblenz und Trier vereinigt und werden in Trier geflügelt.                                                             | 60 min                                                                          | CFL            |
| RE 12            | Köln Messe/Deutz – Köln Hbf – Bonn – Koblenz-Lützel – Wittlich – Schweich – Trier Hbf | ein Zugpaar                                                                     | DB Regio       |
| RE 16            | Trier-Lorraine-Express: Trier Hbf – Konz Mitte – Perl – Apach – Sierck-les-Bains – Thionville – Metz-Ville | 2 Zugpaare an Wochenenden und Feiertagen (ab 2027 im täglichen Zweistundentakt) | TER Grand Est  |
| RB22             | Eifel-Express: Gerolstein – Kyllburg – (Bitburg-Erdorf –Trier Hafenstraße –Trier Hbf) | (60 min)                                                                        | DB Regio       |
| RB 71            | Saartal-Bahn: Schweich – Trier Hbf – Konz – Merzig (Saar) – Saarlouis – Völklingen – Saarbrücken – St. Ingbert – Homburg (Saar) – Kaiserslautern | 60 min                                                                          | DB Regio Mitte |
| RB 81            | Moseltal-Bahn: Koblenz – Kobern-Gondorf – Treis-Karden – Cochem – Bullay – Wittlich – Schweich – Trier Hafenstraße – Trier Hbf | 60 min                                                                          | DB Regio Mitte |
| RB 82            | Elbling-Express: (Wittlich –) Trier Hbf – Konz Mitte – Wellen – Perl | 60 min                                                                          | DB Regio Mitte |
| RB 87            | Trier Hbf – Igel – Wasserbillig – Sandweiler-Contern – Luxemburg | ein Zugpaar                                                                     | CFL            |
| Stand: März 2025 | |                                                                                 |                |

Es wird angestrebt, den Zugverkehr zwischen Trier und Frankreich über die Obermoselstrecke ab 2027 deutlich zu verbessern. Dazu soll ein neuer, zweistündlich verkehrender Regional-Express zwischen Trier und Metz eingeführt werden. Hierzu sollen mehrsystemfähige Fahrzeuge des Typs Régiolis von CAF eingesetzt werden.

### Busverkehr
Abends und am Wochenende ist der Hauptbahnhof die zentrale Haltestelle des Sternbusverkehrs. Jeder Stadtteil von Trier kann ab dort ohne Umsteigen erreicht werden.

## Bahnhofsvorplatz und Umgebung
Vor dem Bahnhof, in Verlängerung der heutigen Kürenzer Straße, befand sich ab 1903 die Endstation der privat betriebenen Moselbahn (Bullay–Trier). Ab Mai 1966 fuhr das „Saufbähnchen“, wie es im Volksmund genannt wurde, in den Hauptbahnhof ein, ehe der Personenverkehr 1968 auf dieser Strecke endete.
1890 wurde in Trier eine Pferdebahn eröffnet, die von Beginn an den heutigen Hauptbahnhof anfuhr. 1905 ersetzte die Straßenbahn die Pferdebahn. An der Stelle des heutigen Busbahnhofs vor dem Hauptbahnhof befand sich eine Station für die Straßenbahn, die ihrerseits 1951 vollständig von Obussen ersetzt worden war.
Um 1980 entstand direkt neben dem Empfangsgebäude ein neues Dienstgebäude, in dem Praxis- und Übungsräume der DB, eine Kantine, die Bahnhofsmission und im Erdgeschoss eine Ladenzeile untergebracht wurden.
Während früher in direkter Umgebung zum Bahnhof Hotels vorherrschend waren (inklusive Gebäude, die nicht mehr existent sind, u. a. das Hotel Reichshof und ein Hotel an der Kurve Moltkestraße/Kürenzer Straße), wird der Bahnhofsvorplatz heute überwiegend vom Einzelhandel dominiert. Am südlichen Ende wird er vom Einkaufszentrum Alleencenter abgegrenzt. Durch einen Expertenworkshop der Stadt Trier liegen umfassende Planungen zur Umgestaltung des Bahnhofsvorplatzes (insbesondere der Park- und Verkehrsleitsituation) vor. Hierbei sollen ein insgesamt übersichtlicher Hauptbahnhof mit neuem Busterminal und gegebenenfalls eine Über- oder Unterführung nach Trier-Gartenfeld entstehen.

### Straßenverkehr
Vom Hauptbahnhof führt die Bahnhofstraße zum Alleenring. Hier stößt sie auf Ostallee und Theodor-Heuss-Allee, sowie Christophstraße und Balduinstraße. Des Weiteren zweigt hier auch die Straße In der Reichsabtei ab. Die Trierer Innenstadt ist fußläufig in wenigen Minuten zu erreichen. Direkt am Bahnhof befinden sich ein Taxistand und ein Busbahnhof, an dessen nördlichem Ende die Kürenzer Straße verläuft.
Der Vorplatz bietet direkt vor dem Hauptgebäude Kurzzeitparkplätze und Abstellplätze für Motorräder. Zudem befinden sich am westlichen Ende und im südlich gelegenen Parkhaus Ostallee weitere Parkmöglichkeiten.